# Cementerio Jardines del Recuerdo
El Cementerio Jardines del Recuerdo (también llamado Parque cementerio Jardines del Recuerdo) es un cementerio de administración privada localizado en la parroquia Miguel Peña, vía Autopista Valencia Campo de Carabobo en la ciudad de Valencia la capital del estado Carabobo al centro norte del país sudamericano de Venezuela. Se ubica cerca del Sector de El Socorro, de la urbanización los Cardones, el Barrio Los Chorritos, el Mercado de Mayoristas de San Luis y del Sector conocido como Nueva Valencia.